# Louis de Clermont d'Amboise

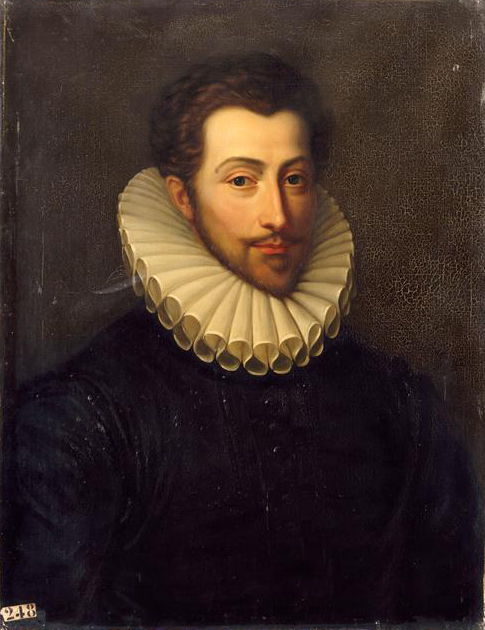
Portret van Louis de Clermont d'Amboise door Édouard Pingret van 1835, naar het voorbeeld van een ouder origineel.

Louis de Clermont d'Amboise, heer de Bussy d'Amboise (1549 - Brain-sur-Allonnes, 19 augustus 1579) was een edelman uit de tijd van de Franse koning Hendrik III. Hij was een verwant van Georges d'Amboise, kardinaal en minister van Lodewijk XII.

## Leven
Clermont werd geboren als zoon van Jacques de Clermont d’Amboise, heer van Bussy, en Catherine de Beauvau.
Net als zijn neef, de schrijver Frans van Amboise, begeleidde hij in 1573 Hendrik, toen nog hertog van Anjou, naar Polen voor zijn verkiezing tot koning van Polen. Hij trad daarna in dienst van de hertog van Alençon (Frans van Anjou), de jongere broer en rivaal van Hendrik, en werd diens favoriet. Hij geraakte al snel bekend aan het hof, waar hij een van de minnaars van koningin Margaretha zou zijn geweest.
Mistrouwig en provocerend tegenover de partij van de koning, nam Bussy deel aan de intriges, die aan het hof plaatsvonden tussen Hendrik en zijn broer. Hij bespotte openlijk de Mignons (favorieten) van de koning, met wie hij vaak in duel ging (hij was een zeer bekwaam duellist). Hij hielp de hertog van Alençon bij zijn vlucht van het hof, waar Hendrik hem had laten vasthouden.
Bussy was in 1572 een van de daders van de slachtpartij van Bartholomeusnacht, waarin hij – onder andere – zijn verwant Antoine de Clermont vermoordde, met wie hij in proces verwikkeld lag over het markgraafschap Re(y)nel en wiens kasteel van Reynel hij vervolgens wist in te nemen. Uiteindelijk werd hij op 19 augustus 1579 slachtoffer van zijn eigen arrogantie, toen hij probeerde de vrouwe van Montsoreau, Françoise de Maridor, te verleiden en door haar echtgenoot, Charles de Chambes, die bij het kasteel van La Coutancière een hinderlaag voor hem had gespannen, werd gedood.

## In literatuur
Louis de Bussy d’Amboise is de centrale figuur in Alexandre Dumas zijn roman La Dame de Monsoreau, waarin een geïdealiseerde versie van hem wordt opgevoerd en hij ook een jaar eerder dan in werkelijkheid overlijdt. In Dumas’ toneelstuk Henri III et sa cour van 1829 is hij een van de hoofdpersonages. Daarnaast is hij het titelpersonage van de toneelstukken The Tragedy of Bussy d'Ambois (1607) en The Revenge of Bussy d'Ambois (1613) van de Engelse schrijver George Chapman.

## Primaire bronnen
- Pierre de L'Estoile, Registre-journal du règne de Henri III (= G. Brunet - A. Champollion - E. Halphen - e.a. (edd.), I, Parijs, 1875, pp. 188, 190, 224, 232, 237, 309, 321-323; M. Lazard - G. Schrenck (edd.), III: 1579-1581, Genève, 1997).
- Louis de Bussy d'Amboise, Les stances inédites de Bussy d'Amboise (= A. Joubert (ed.), Parijs, 1883).